# Pierre-Charles d'Espagne et de Portugal
 (mars 2011).
Si vous disposez d'ouvrages ou d'articles de référence ou si vous connaissez des sites web de qualité traitant du thème abordé ici, merci de compléter l'article en donnant les références utiles à sa vérifiabilité et en les liant à la section « Notes et références ».
Pierre-Charles d’Espagne et de Portugal (en espagnol Pedro Carlos de Borbón y Braganza, et en portugais Pedro Carlos de Bourbon e Bragança) né le 18 juin 1786 à Aranjuez (Espagne), mort le 4 juillet 1812 à Rio de Janeiro (Brésil), est le fils de Gabriel-Antoine d’Espagne (1752-1788) et de Marie-Anne-Victoire de Portugal (1768-1788), fille de Marie Ire, reine de Portugal.

## Famille

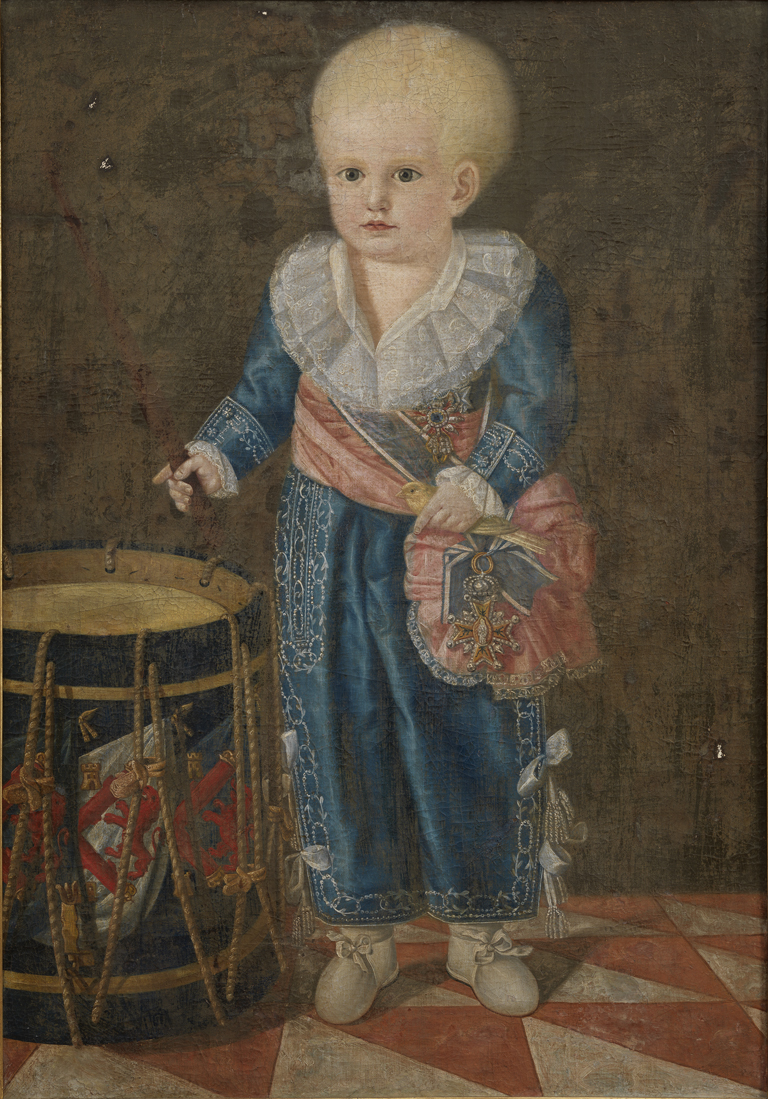
Infant Pierre-Charles enfant, entre 1788 et 1789

Pierre-Charles de Bourbon est le fils des infants d’Espagne et de Portugal Gabriel-Antoine de Bourbon (1752-1788) et Marie-Anne Victoire de Portugal (1768-1788).
Du côté paternel, Pierre était donc le petit fils des époux royaux d’Espagne Charles III et de Marie-Amélie de Saxe, quand par celui de sa mère il était du même sang que les roi et reine Pierre III et Marie Ire de Portugal.
C’est à l’âge de deux ans que ce fils aîné du couple princier devient orphelin en 1788 : sa mère l'infante Marie-Anne venait de mettre au monde son troisième enfant quand l'infant son père fut atteint de la variole. L'infant transmit la maladie à sa femme et au nourrisson. Tous trois furent emportés par la maladie en quelques jours. Le vieux roi Charles III d'Espagne profondément affecté par la mort des plus jeunes de ses enfants en mourut de chagrin quelques jours plus tard.

## Enfance
Le prince est, par sa naissance infant d’Espagne, si bien que l’appellation de Pierre-Charles est précédée du titre honorifique « don ». Son père, Gabriel-Antoine, fils préféré de Charles III, est un homme intelligent, qui aime à la fois l’art, les sciences et la littérature classique.
Enfant malchanceux, Pierre voit naître des frère et sœur qu’il ne voit pas grandir puisqu’ils meurent en bas âge : Charlotte (1787) et Charles (1788).

## Événements familiaux et vie au Portugal
À l’âge de deux ans, Pierre perd ses parents de la variole, mais il perd aussi peu de temps après son grand-père paternel et son frère Charles. C’est peut-être à cause d’une certaine méfiance du nouveau roi Charles IV qu’il avait à l’encontre de son frère Gabriel-Antoine et par commodité avec la famille maternelle que Pierre est envoyé sur les terres natales de sa mère, au Portugal, auprès de sa grand-mère Marie Ire. Passant d’un endroit de la péninsule Ibérique à un autre, de Madrid à Lisbonne, Pierre-Charles est fait par Marie Ire « infant de Portugal » alors qu’il était par naissance infant d’Espagne.
Le désormais infant d’Espagne et de Portugal hérite à la mort de son défunt père d’une fortune considérable, ce qui lui valut un bon accueil au Portugal. En pays lusitain, Pierre-Charles s’est vu confier les titres dans les ordres du Christ et de Saint-Benoît d’Aviz qu’il cumula avec ceux — espagnols — de la Toison d’or et de Charles III, dont il était grand-croix.
Sa grand-mère Marie fut déclarée officiellement « dérangée » en 1792, à la suite d'une cérémonie publique à Salvaterra durant laquelle la reine perdit la tête. C’est son fils, Jean de Portugal, oncle de Pierre, qui prit sa suite et devint régent du royaume de Portugal, tâche à laquelle il s’attacha de 1792 à 1816.
Pourtant, les relations avec la famille royale portugaise ne furent pas toujours aussi simples. Pierre-Charles entretenait de fort bonnes relations avec sa cousine germaine Charlotte-Joachime, qui était l’épouse du régent. La plupart de son temps, Pierre-Charles restait à Queluz, palais où Charlotte-Joachime se retira après sa séparation — de fait — avec le régent Jean.

## Invasion napoléonienne de la péninsule et vie au Brésil
En 1807, à la suite de l'invasion française dans la péninsule Ibérique, la famille royale de Portugal dut quitter le pays sur la pression de Napoléon Ier. Le 29 novembre de la même année, Pierre partit à bord du Príncipe Real (en espagnol et en portugais « prince royal »), avec sa grand-mère et ses oncles en partance pour le Brésil, qui était à l’époque une colonie portugaise.
La famille royale acosta à Salvador de Bahia le 2 janvier 1808. De là, ils partirent en direction de Rio de Janeiro, où l’infant fut installé dans le palais San Cristovao, alors que le régent Jean et les infantes choisirent le Paço da Cidade.
Au Brésil, la vie était beaucoup moins protocolaire qu’au Portugal. C’est dans ces conditions que l’infant Pierre-Charles commença à courtiser sa cousine Marie-Thérèse de Portugal, à qui l’on voulait, en 1808, offrir la main à Ferdinand VII d’Espagne. Finalement, à Rio, Pierre et Marie-Thérèse se marièrent le 13 mai 1810.
Alors en « exil », Charlotte-Joachime, sa tante, songea à faire de Pierre-Charles, le souverain d’une Amérique espagnole séparée de la métropole occupée par la France. Elle chercha à cette fin l’appui de l’amiral Sidney Smith, commandant de la flotte britannique ancrée à Rio.

## Vie conjugale et mort
Le jeune couple fut très heureux au cours des deux années du mariage, mais, la santé délicate de l’infant eût des répercussions sur la vie sexuelle des époux[réf. souhaitée]. Malgré cela, un enfant naquit du couple : Sébastien-Gabriel.
L’infant meurt le 4 juillet 1812 à Boa Vista, sans avoir jamais revu l'Espagne ou le Portugal. Sa veuve, cependant, lui survécut et se remaria, et devint une figure importante du carlisme quelques années plus tard.
Le prince Pierre-Charles est aujourd'hui inhumé en Espagne, au site royal de Saint-Laurent-de-l’Escurial sur la commune de San Lorenzo de El Escorial, à 45 kilomètres au nord-ouest de Madrid.

## Postérité
Fille du régent, l’infante Thérèse de Portugal eut un enfant avec Pierre-Charles :
- Sébastien-Gabriel de Bourbon, infant d’Espagne et de Portugal, qui se marie à la princesse Marie-Amélie de Bourbon-Siciles, puis, en secondes noces, à l’infante d’Espagne Marie-Christine, à l’origine des princes de la maison de Bourbon-Bragance[4].

## Sources
- (es) Cet article est partiellement ou en totalité issu de l’article de Wikipédia en espagnol intitulé « Pedro Carlos de Borbón » (voir la liste des auteurs).

- Notice dans un dictionnaire ou une encyclopédie généraliste :   - Diccionario Biográfico Español